# Eva Köhler
Eva Luise Köhler-Bohnet (Ludwigsburg, 2 januari 1947) is lerares Duits en politica in Duitsland.
Köhler studeerde geschiedenis, germanistiek en theologie. Vervolgens ging ze werken als leraar Duits. Tussen 1972 en 1990 was ze actief in de SPD; ze verliet deze partij uit afkeer van de politieke koers die Oskar Lafontaine voorstond. Bohnet is getrouwd met de voormalige Duitse Bondspresident Horst Köhler en vervult momenteel als vrijwilliger verscheidene beschermvrouwschappen, onder andere van Unicef Duitsland.
- Gemeinsame Normdatei: 1012756572
- Virtual International Authority File: 171282088
- WorldCat: E39PBJhhm6kp3Cmxyqcq8V6xjC